# Johan Pasch
Johan Pasch, även Johan Pasch den äldre, född 12 mars 1706, död 16 januari 1769, var en svensk hovmålare, etsare och dekorationsmålare och verksam vid flera av de kungliga slotten.
Han var son till Danckwardt Pasch och bror till Danckwardt Pasch och Lorens Pasch den äldre samt farbror till de tre syskonen konstnärerna Lorens Pasch den yngre och Ulrika Pasch samt Hedvig Lovisa Pasch. 
Johan Pasch studerade vid den nybildade Kungliga Ritareakademien. Johan Pasch blev den förste helsvenske konstnären som lämnade Akademiens undervisning; han var också noga med att markera sin ställning som fri konstnär gentemot hantverkarna. Pasch gick i lära hos fadern till 1724 då han utskrevs som gesäll. En studieresa till Holland och Paris i Frankrike hade han gjort två år tidigare. Där hade han mött den nya tidens stil, rokokon. Vid hemkomsten blev han anställd som dekoratör vid slottsbygget. 1748 blev han hovmålare och 1758 blev han hovintendent. Han var även lärare på Konstakademien. Han målade plafond i slottskapellet, samt dekorativa arbeten på Drottningholms slott och på Läckö slott samt väggfält i Stenbockska palatset 1736. Han målade även några porträtt.
Vid 31 års ålder gifte sig Johan Pasch den 8 september 1737 i Stockholm, Jakob och Johannes församling, med den 17-åriga Anna Catharina Fristedt (döpt 18 mars 1720 i Stockholm, död 10 juli 1778 i Stockholm). Hon var dotter till stenhuggaråldermannen Olof Fristedt och Margareta Gillberg. Makarna Pasch avled utan arvingar. Paschs malmgård med jord och inventarier testamenterades till Jean Eric Rehns döttrar, som 1782 sålde gården till överståthållaren i Stockholm, baron Carl Sparre.

## Utbildning
Johan Pasch blev 1724 gesäll i Stockholms målarämbete efter att han gått i lära hos fadern, dekorationsmålaren Danckwart Pasch från Lübeck. Under åren 1722–1735 gjorde han studieresor och under åren 1732–1734 bedrev han konststudier i Amsterdam i Holland och i Paris, där han mötte den nya tidens stil, rokokon, som blev bestämmande för hans verksamhet. Vid faderns död 1728 övertog Johan Pasch sin fars verkstad för dekorationsmåleri och blev mästare 1734.
I maj 1735 inrättades en tecknarskola på kungliga slottet, som benämndes Kungliga Ritarakademien och där undervisade den franske konstnären Taraval en liten grupp i teckning efter levande modell. Johan Pasch ingick bland andra i den första elevgruppen. Pasch, som först var elev, blev sedan också tidigt lärare vid akademien tillsammans med Bouchardon, Sheffel och Arenius.
I september 1735 erhöll Johan Pasch den nyinstiftade Kungliga Ritareakademiens silvermedalj. Samma år anställdes han av Carl Hårleman vid slottsbygget i Stockholm.

## 1730-talet
Pasch blev medhjälpare till den franske målaren Guillaume Thomas Taraval, som 1732 hade inkallats till Sverige för att huvudsakligen vara verksam på Stockholms slott, tillsammans med Johan Henrik Scheffel, Olof Arenius och Peter Wallrave. Johan Pasch blev därmed även medhjälpare till Guillaume Taraval inom akademins undervisning, som omfattade teckning efter modell, modellering och ornamentritning.
Vid byggandet av Stockholms slott arbetade Johan Pasch under Taraval, som införde rokokons dekorationsstil, med den så kallade Don Quijotesalongen tillsammans med franska blomster- och ornamentmålare. I Don Quijotesalongen målades taket av Taraval 1735 och det föreställer Olympens drottning Juno omgiven av de fyra vindarna. Pasch och Taraval mötte en italiensk-österrikisk senbarock gestaltad av de båda italienska dekorationsmålarna Domenico Francia och Alessandro Ferretti i det senare plafondmåleriet i Vita havet. Domenico och Alessandro Ferretti anlände till Sverige i september 1736 för att arbeta med utsmyckningen av Stockholms slott. Johan Pasch utförde tillsammans med Taraval och Domenico Francia plafondmålningarna i södra plafondens mittparti i Vita havet på Stockholms slotts festvåning. Francias skickligt målade skenperspektiv betraktas bäst från fönsterväggens mitt.
I södra delen av Vita havet, i Drottningens drabantsal, medverkade Pasch mest med amoriner och grupper på moln, medan det ståtliga arkitekturmåleriet gjordes av Domenico Francia. Han förklarades trots målarämbetets protester 1736 för fri konstnär.

## Målningar i Stockholms slott

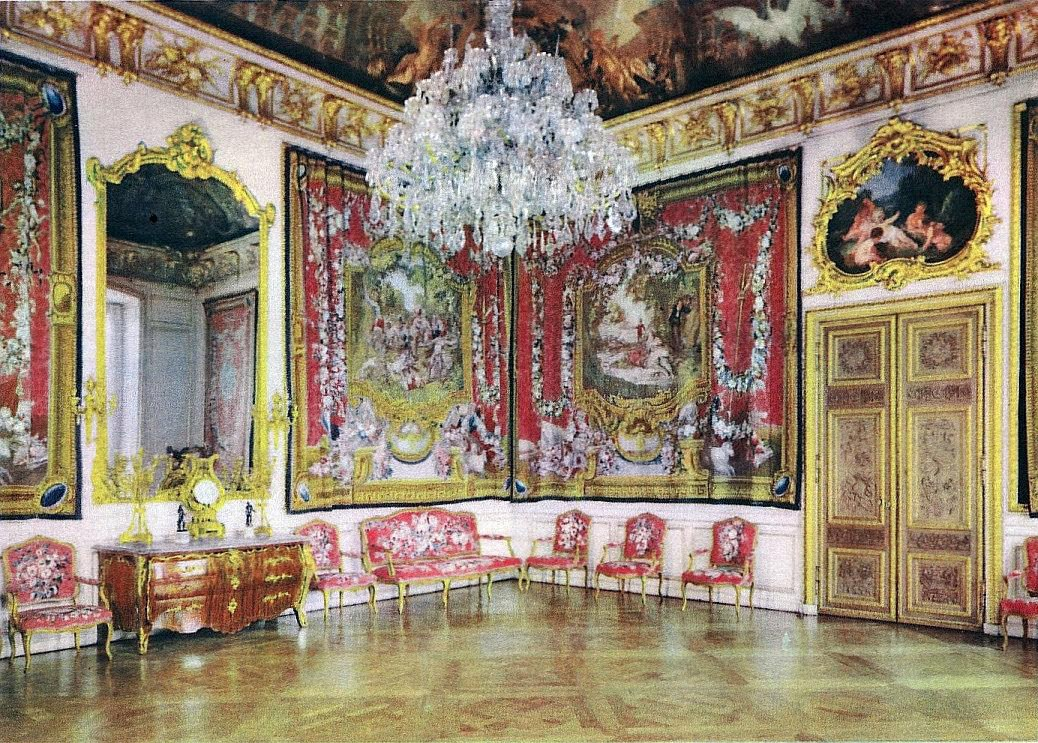
Don Quijotesalongen på Stockholms slott.
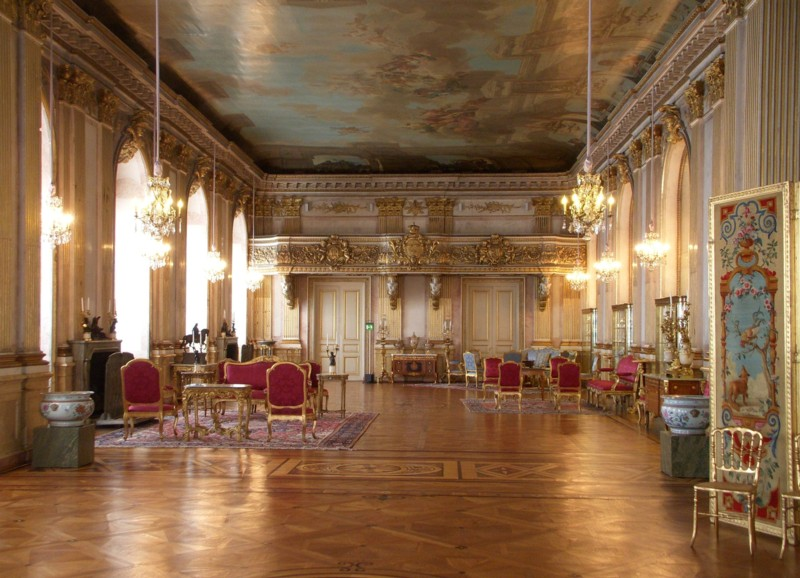
Vita havet på Stockholms slott.
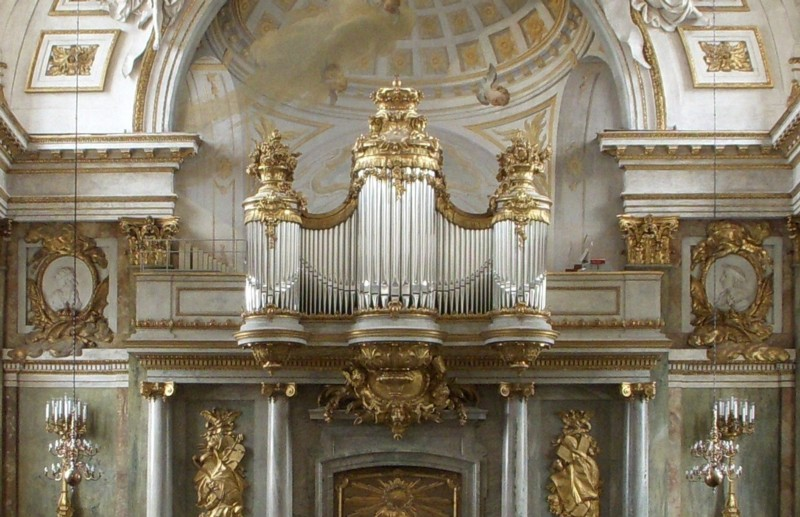
Orgelfasaden i Slottskyrkan på Stockholms slott.

### Målningar framför Tessinska palatset 1739

Syskonbarnen Sparre utklädda till markattor tar emot julklappar framför Tessinska palatset i Stockholm (1739), Nationalmuseum.

Johan Pasch målade några tavlor som där människorna bytts mot apor. Omkring år 1739 lät Carl Gustaf Tessin i en serie målningar föreviga ett teatralt upptåg om aftonen framför Tessinska palatset i Stockholm, där syskonbarnen Lotta, Brita, Carl, Gabriel Erik och Fredrik Sparre var utklädda till apor. I skilda scenerier visas hur dessa markattor både bär in och själva mottar julklappar.
En av målningarna visar folkliv utanför Tessinska palatset. På denna målning lyckas de med utsträckta hattar och förkläden fånga upp paket som kastas "deruti från Balconen ofwanpå porten."
En annan målning visar ett sällsamt maskeradsällskap som dansar utanför Tessinska palatset, målningen heter Syskonbarnen Sparre utklädda till markattor tar emot julklappar framför Tessinska palatset i Stockholm (1739). Det är alltså medlemmar ut ätten Sparre som är utklädda till apor och tar emot julklappar framför palatset.

## 1740-talet

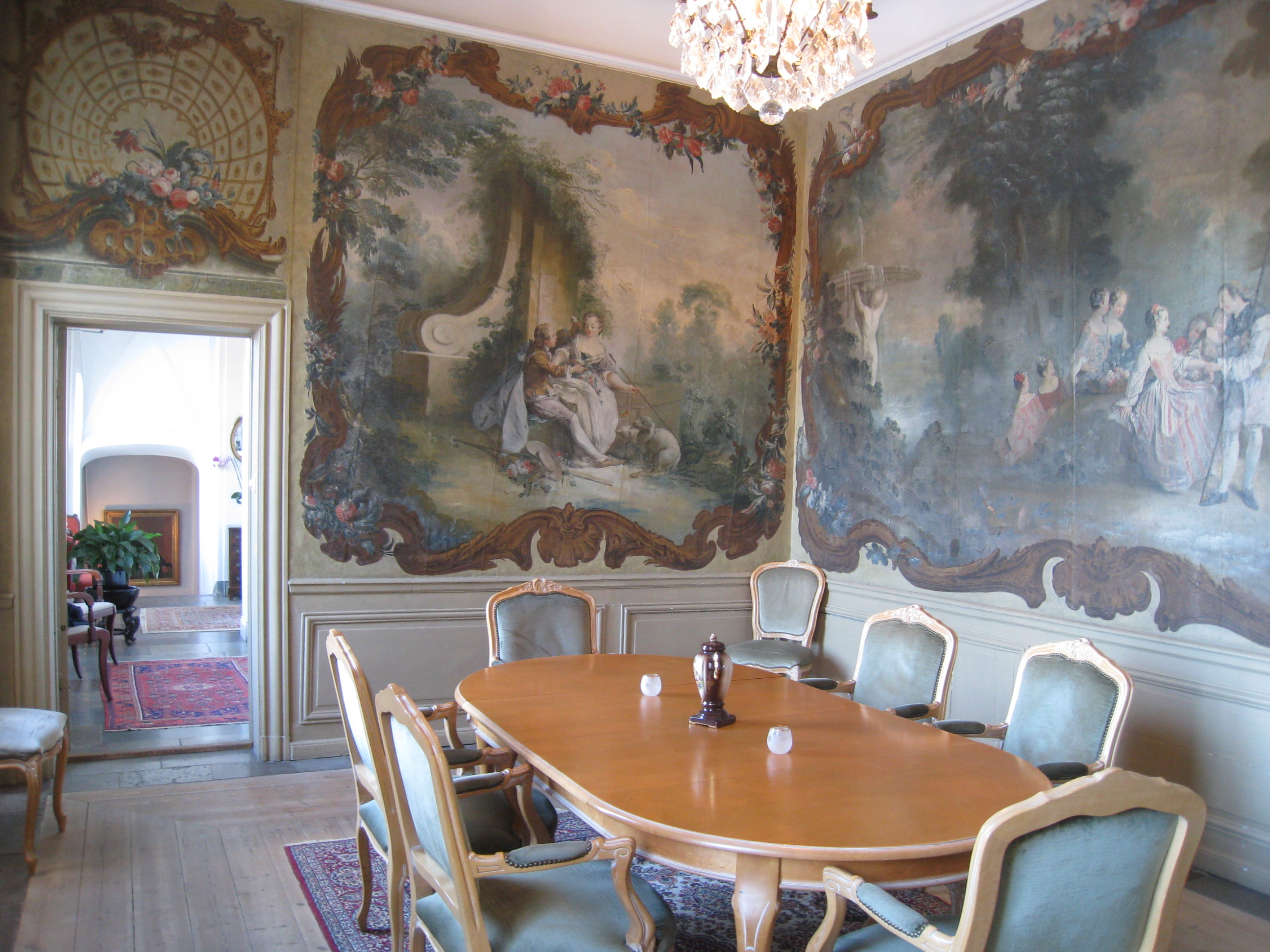
Agneta Wredes förmak på Åkeshovs slott. Väggfälten i övre våningen i östra delen av slottet är utförda av Johan Pasch efter förebilder av kopparstick av François Boucher och Nicolas Lancret.

Johan Pasch besökte Paris på nytt 1740 och på vintern 1741 för att på nytt ta del av det nya som skett i konsten. Han fortsatte under 1740-talet att som lärare delta i undervisningen vid Kungl. Ritarakademien och då Taraval avled 1750 efterträddes han av skulptören Jacques-Philippe Bouchardon, som hade kommit till Stockholm 1741.
Från 1728 stod arbetena vid Stockholms slott under byggnad. Johan Pasch, Taraval och Bouchardon hjälptes åt med Slottskyrkans stora takplafond. För de många skulpturdetaljerna i Slottskyrkan och Rikssalen samt de kungliga våningarna svarade de inkallade fransmännen och Johan Tobias Sergel. Carl Gustaf Tessins ritningar för interiörerna omarbetades av Carl Hårleman. Ritningarna till plafonden i Slottskyrkan hade arkitekten Carl Hårleman troligen fullbordat på hösten 1740. Carl Hårleman utförde takvalvets tre plafonder tillsammans med Johan Pasch samt målaren Guillaume Taraval och skulptörerna Charles Guillaume Cousin och Jacques Philippe Bouchardon.
Skisserna till Slottskyrkans plafond upprättades av Taraval och sedan fullbordades målningarna av Pasch. Kyrkans tre takspeglar har Kristi Himmelsfärd som gemensamt tema. Takmålningens stora mittspegel föreställer himlafärden. Motivet suppleras av ett gäng putti som leker med pinoredskapen och ett annat, som blickar upp mot ett strålande Guds öga på himlen. Färgerna är lätta och pastellartade. Ur ramverket pöser moln av guld med ännu flera putti, som bär upp girlanger. Det är Bouchardons bidrag till allkonstverket. Hur den franska rokokosmaken fick övertaget över den italienska stilen kan man följa i Slottskyrkans stora plafond, men även i Drottningens drabantsal. I detta skeende var Johan Pasch en verksam medarbetare och påskyndare. Åtminstone från 1745 drevs de stora målningarna i Slottskyrkan framåt och Paschs engagemang vid slottsinredningen som medarbetare till Taraval förnyades.
Ritningarna till Slottskyrkans orgelfasad utfördes av arkitekten Carl Hårleman tillsammans med Johan Pasch och skulptören Jacques Adrien Masreliez. Bakom orgeln syns ett skenperspektiv, en målning av grå marmor och guld, som föreställer en kupol. Ovanför den finns den latinska texten: Laudate Dominum i sanctis ("Prisa Gud i hans helgedom").
I Hörle bruksherrgård i Värnamo socken i Småland ritades inredningen av Carl Hårleman och Johan Pasch målade år 1746 ett 20-tal dörröverstycken, delvis i kinesiserande stil.
På 1740-talet utförde Johan Pasch väggfälten i Agneta Wredes förmak på Åkeshovs slott i Bromma, som då skulle moderniseras. Väggfälten i övre våningen i östra delen av slottet målades efter förebilder av kopparstick av François Boucher och Nicolas Lancret. Ägaren till Åkeshovs slott under åren 1723–1784 var friherre David Stierncrona. Stierncrona hade kontakt med hovet och det pågående slottsbygget i Stockholm, han vände sig då till Johan Pasch och hans unge medhjälpare Jonas Hoffman. Jonas Hoffman arbetade 10 år som dekoratör hos Johan Pasch. Väggfälten i västra delen av Agneta Wredes förmak är målade på 1740-talet av Johan Pasch efter Jean-Baptiste Pater.
Nydaningarna på Åkeshovs slott kanske var färdiga när Stierncrona år 1747 gifte sig med friherrinnan Agneta Wrede af Elimä. Den svit på Åkeshovs slott som skulle disponeras av Stierncronas hustru kallas Agneta Wredes förmak. Där är väggfälten målade i en flödande rik rokokostil. Herdescener i pastorala landskap omramas av målade ramar, virade med rikt blommande girlanger. För att passa in i väggfälten har scenerna skickligt förändrats. De återgår till kopparsticken av Boucher och Lancret.
På Carl Hårlemans anhållan blev han, liksom den äldre brodern Lorens Pasch den äldre blivit, befriad från en skatt som städernas borgare var ålagda att betala, en så kallad borgerlig tunga, då han utnämndes till hovmålare 1748. Carl Hårleman, som anför motiveringen att "denne hovmålare idkar en även så förnäm, vida nyttigare konst än förenämnde dess broder", vilket uttalande speglar tidens värdering.

### Galleri Livrustkammaren, Slottet, Slottskyrkan, Drottningholm, Åkeshov

Puttis på kröningsvagn, Livrustkammaren, Stockholm.
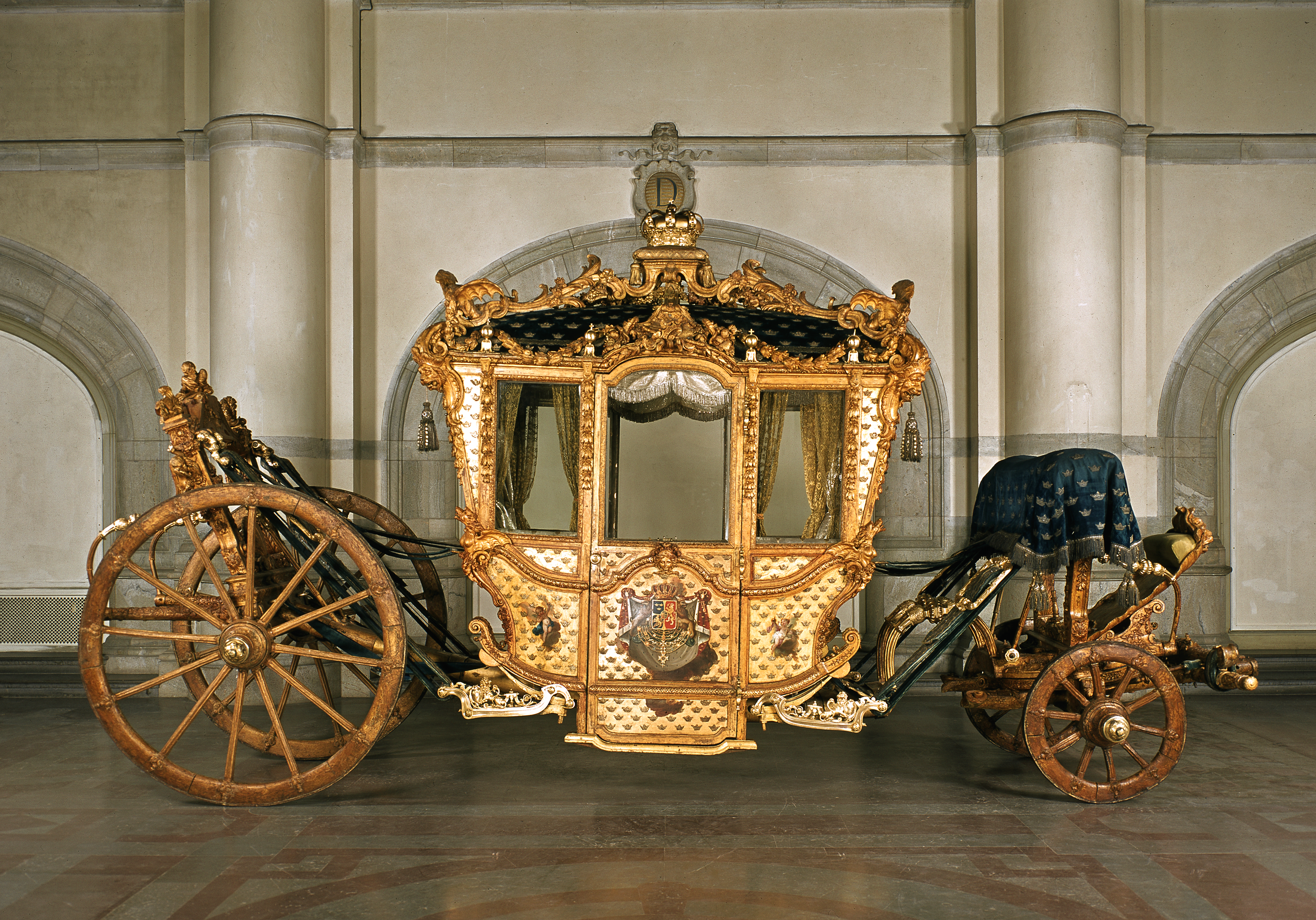
Kröningsvagnen, Livrustkammaren, Stockholm.
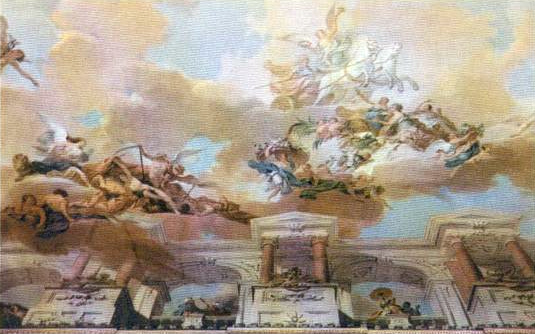
Plafondmålning i Vita havet, som fullbordades av Johan Pasch.
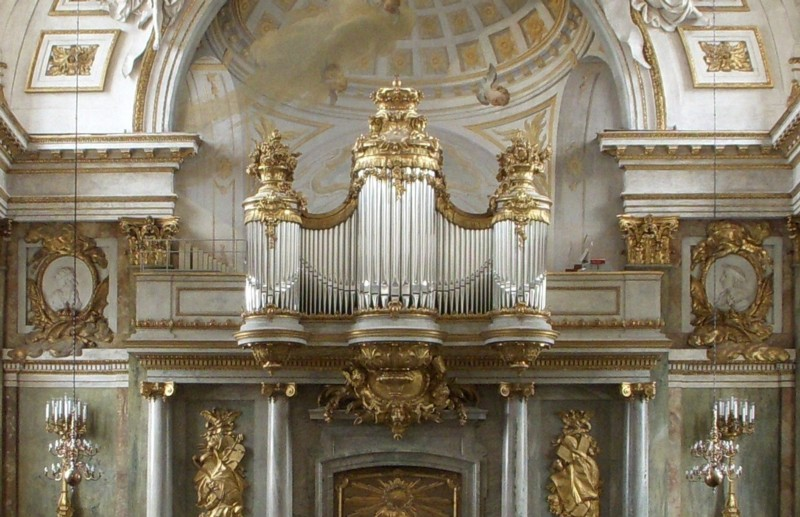
Slottskyrkans orgel.
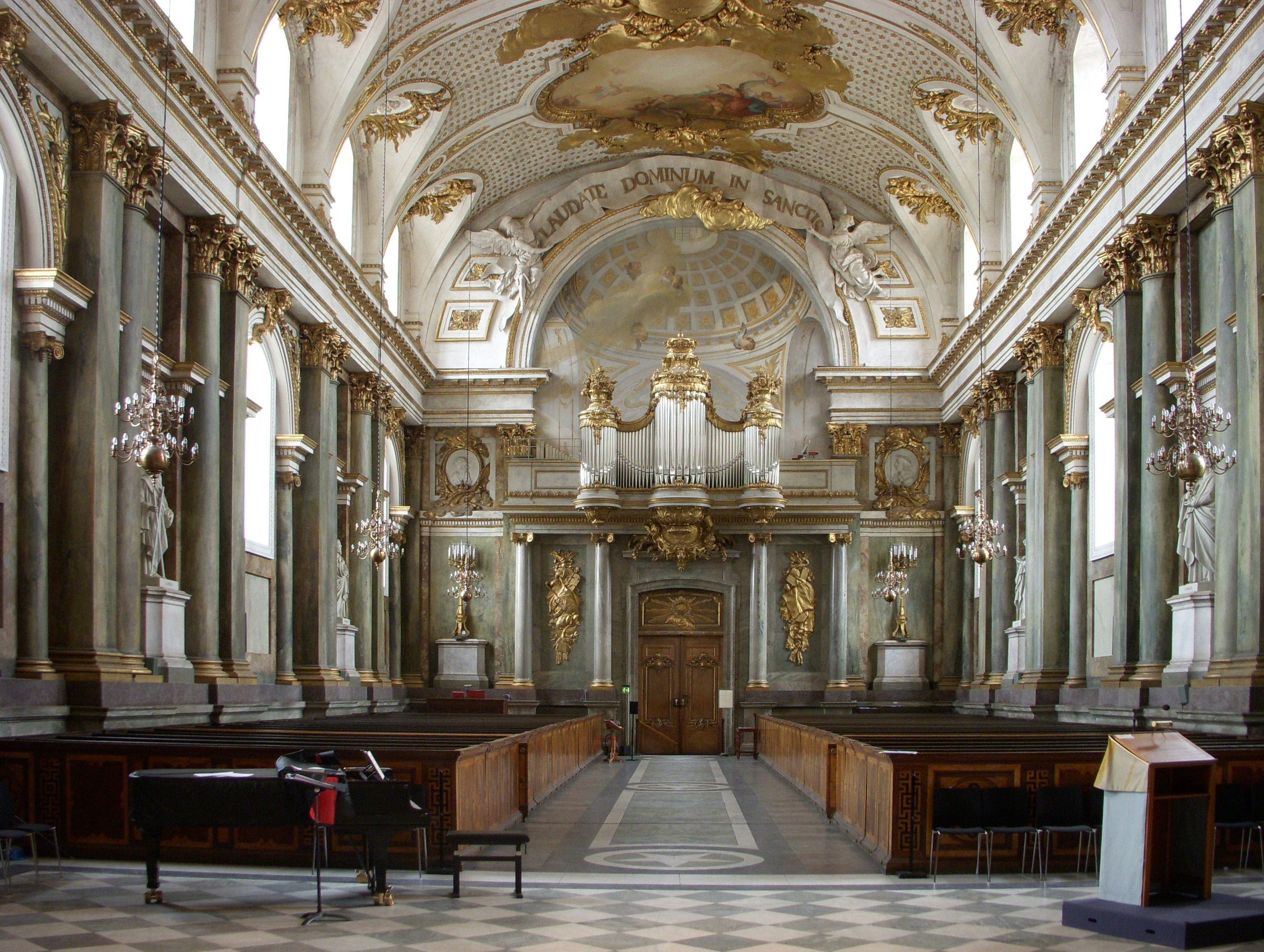
Slottskyrkan och orgeln.

### Hönstavlan 1747

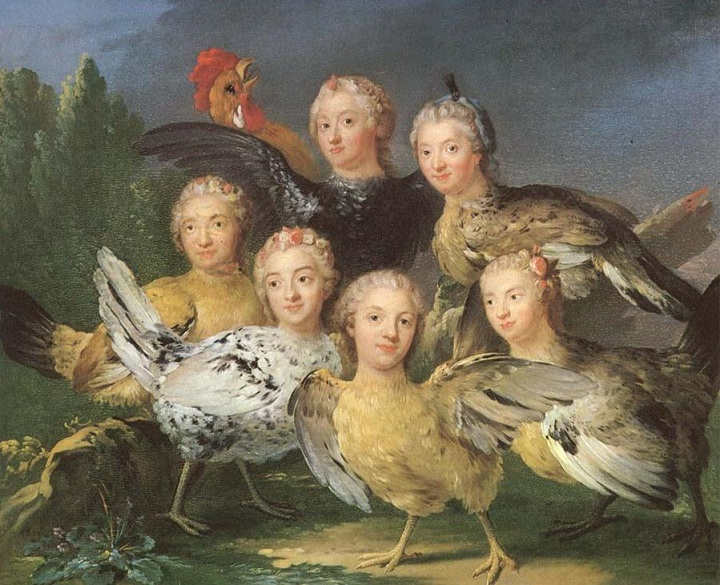
Hönstavlan (1747), Gripsholmssamlingen, deponerad på Nationalmuseum, Stockholm.

För Carl Gustaf Tessins räkning utförde Johan Pasch 1747 tillsammans med Johan Henrik Scheffel sitt mest berömda stafflimåleri, den så kallade Hönstavlan. Tavlan föreställer några hovdamer som hönor med porträttlika huvuden. Tessin liknade de porträttlika huvudena vid höns och sig själv vid en tupp, som måste gala vid åsynen av deras behag. Huvudena utfördes av Johan Henrik Scheffel. Det var ett mode som kom från Frankrike att avbilda människor med djurkroppar eller djurhuvuden.

### Pasch komponerade mönster för gobelänger
Pasch har även gjort utkast till sex gobelänger med framställningar med motiv från Lafontaines fabler, vävda 1744–1756 av Esprit de Serre för Stockholms slott. Esprit de Serre var en fransk tapetvävare och färgare, som var verksam i Sverige från 1744 till 1750-talets mitt. Serre inkallades 1744 från Berlin till Sverige som basse-lissevävare. Carl Hårleman från slottsbyggnadsdeputationen gjorde en kort tid efter hans ankomst en beställning på Manufakturkontorets bekostnad. Beställningen innefattade tolv stycken stolstyg som han och haute-lissevävaren Pierre Louis Deru utförde. Det var Johan Pasch som komponerade mönstret till tyget och det bestod av motiv från Lafontaines fabler. För slottets räkning utförde han 1749-1753 arton stolstyg och tre skärmar (paravents) samt ett nu försvunnet porträtt av drottning Lovisa Ulrika vävt i basse-lisse.

## 1750-talet
Efter Taravals död 1750 fullbordade Pasch målningarna i Slottskyrkans takplafond. År 1755 framgår det av slottsbyggnadsdeputationens riksdagsmemorial att "vid Taravals död, den stora så kallade plafond till någon del var färdig, men övriga jämte de två mindre plafonderna av Pasch ofullbordade". En skulptural altaruppsats var planerad, men den var inte färdig då Jacques-Philippe Bouchardon avled 1753. Då fick Johan Pasch i uppdrag att utföra en tavla för att tills vidare fylla den tomma platsen. Målningen är numera inte känd till utseendet, men den bör ha varit en av hans största figurativa uppgifter.

### "J P kan måla"
Efter Carl Hårlemans död 1753 blev Carl Johan Cronstedt överintendent och akademiens ledare. Då Cronstedt år 1735 hade kommit hem från en tre år lång resa i Tyskland, Frankrike och Italien studerade han byggnadskonst under Carl Hårleman och efter Hårlemans död blev Cronstedt hans efterträdare som överintendent på akademien. Denna post innehade Cronstedt till 1767. Cronstedt ville kalla in en målare efter Taraval, men då fick han av ständerna svaret att "Johan Pasch kan måla".
Av kungahuset anlitades Johan Pasch även utanför slottsbygget. Pasch dekorerade Lovisa Ulrikas bibliotek, det som är Drottningholms slottsbibliotek, samt mynt- och naturaliekabinettet på Drottningholm åren 1745–1747 och omkring 1760 lät Lovisa Ullrika omskapa det tidigare tavelgalleriet till bibliotek av Jean Eric Rehn, som gestaltade interiören.
Under åren 1755–1758 gjorde Johan Pasch en studieresa till Italien, Rom och Paris. Den stora utlandsresan startade år 1755 i sällskap med Jean Eric Rehn. Drottning Lovisa Ulrika bekostade resan och Jean Eric Rehn har beskrivit den. Färden gick till Berlin och Wien och i Italien besökte han Venedig, Florens, Rom, Neapel och hemresan gick över Paris, Nederländerna och Danmark. För Pasch blev resan mycket betydelsefull. Jean Eric Rehn skulle ta reda på detaljer i samband med sidentillverkningen såsom handelsvägar, okända tekniker och nya mönster. Från Paris tog han med sig hem ett hundratal prover. Efter Italienresan utförde Johan Pasch därefter under åren 1758–1763 praktfulla rumsdekorationer för drottning Lovisa Ulrika på Svartsjö slott på Färingsö i Mälaren. Det var Carl Hårleman som med Svartsjö slott hade introducerat rokokon i Sverige, då det nuvarande slottets mittparti uppfördes på 1730-talet som ett kungligt lustslott.

## Johan Pasch malmgård
Huvudartikel: Paschs malmgård

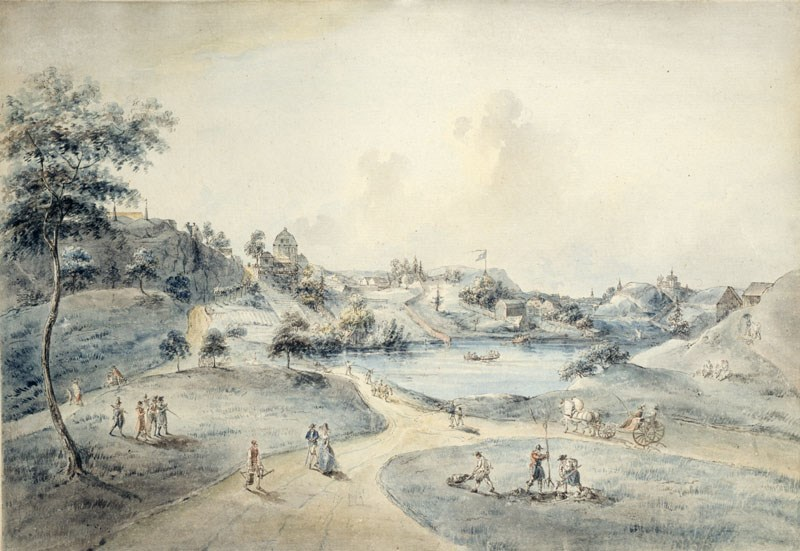
Parken vid Bellevue från nordväst. Bellevue, sett från Hagaparken med Stockholms gamla observatorium, Observatoriet, i bakgrunden på 1780-talet. Akvatintteckning av Johan Fredrik Martin. Stockholms stadsmuseum.

År 1757 byggde Johan Pasch sin malmgård inom Bellevueparken i nuvarande Vasastan, Stockholm. Paschens malmgård eller Paschens fåfänga byggdes efter arkitekten Jean Eric Rehns ritningar. Pasch lät bygga gården i utsökt rokokostil  efter en italienresa tillsammans med vännen åren 1755-1756. Vid utformningen av det hela hade han haft sin mycket goda vän till medhjälpare. Så som det lilla stenhuset idag ser ut är det sig ganska likt sitt ursprungliga utseende, då det 1757 stod färdigt att ta emot sin skapare Johan Pasch och hans hustru Anna Catharina Fristedt. Däremot har ställets omgivning genomgått större förändringar. Då var området vidsträcktare. Huset omgavs av en stor terrass med utsikt mot sjön, även en trädgård anlades. Ett stycke från själva boningshuset placerades uthusen, och de är sig förhållandevis lika än idag. Här ute på sin vackra malmgård tillbringade nu Pasch och hans hustru många glada dagar, vinter och sommar, och vännerna samlades till fester ute på terrassen, då sommarsolen lyste, eller inne i gemaken vid vaxljusens sken, då snön yrde kring knutarna. Här ute var han granne med målaren Adolf Ulrik Wertmüller.
Pasch uppehöll sig med förkärlek på malmgården, fastän han ägde ett magnifikt hus vid Ålandsgatan i Stockholm, han älskade trakten vid Bellevue. Makarna Pasch avled utan arvingar och testamenterade malmgården med jord och inventarier till Jean Eric Rehns döttrar, Anna Lovisa och Johanna Gustafva. När Johan Pasch avled 1769 skänkte änkan efter Pasch malmgården till Jean Eric Rehns döttrar. Han köpte i sin tur egendomen av sina döttrar, i samband med att ena dottern ville ha ut sitt arv efter Pasch och utfärdade ett skuldebrev med säkerhet i hans hus i staden. Under tiden Rehn ägde malmgården förskönade han den ytterligare, både in- och utvändigt. Han sålde villan 1782 till överståthållaren, baron Carl Sparre (1723-1791), då nybliven änkling. Mitt emot malmgården lät han uppföra vad vi kallar träslottet. Carl Sparre tyckte att Paschens malmgård var väl blygsam och byggde därför träslottet. Huset ritades troligen av Erik Palmstedt, skaparen av bland annat Börshuset och Arvfurstens palats. Namnet Belle Vue tillskrivs Carl Sparre. Det finns första gången dokumenterat år 1783. Man kan anse honom såsom Bellevues grundare.

## 1760-talet

### Drottningholms slott och Kina slott

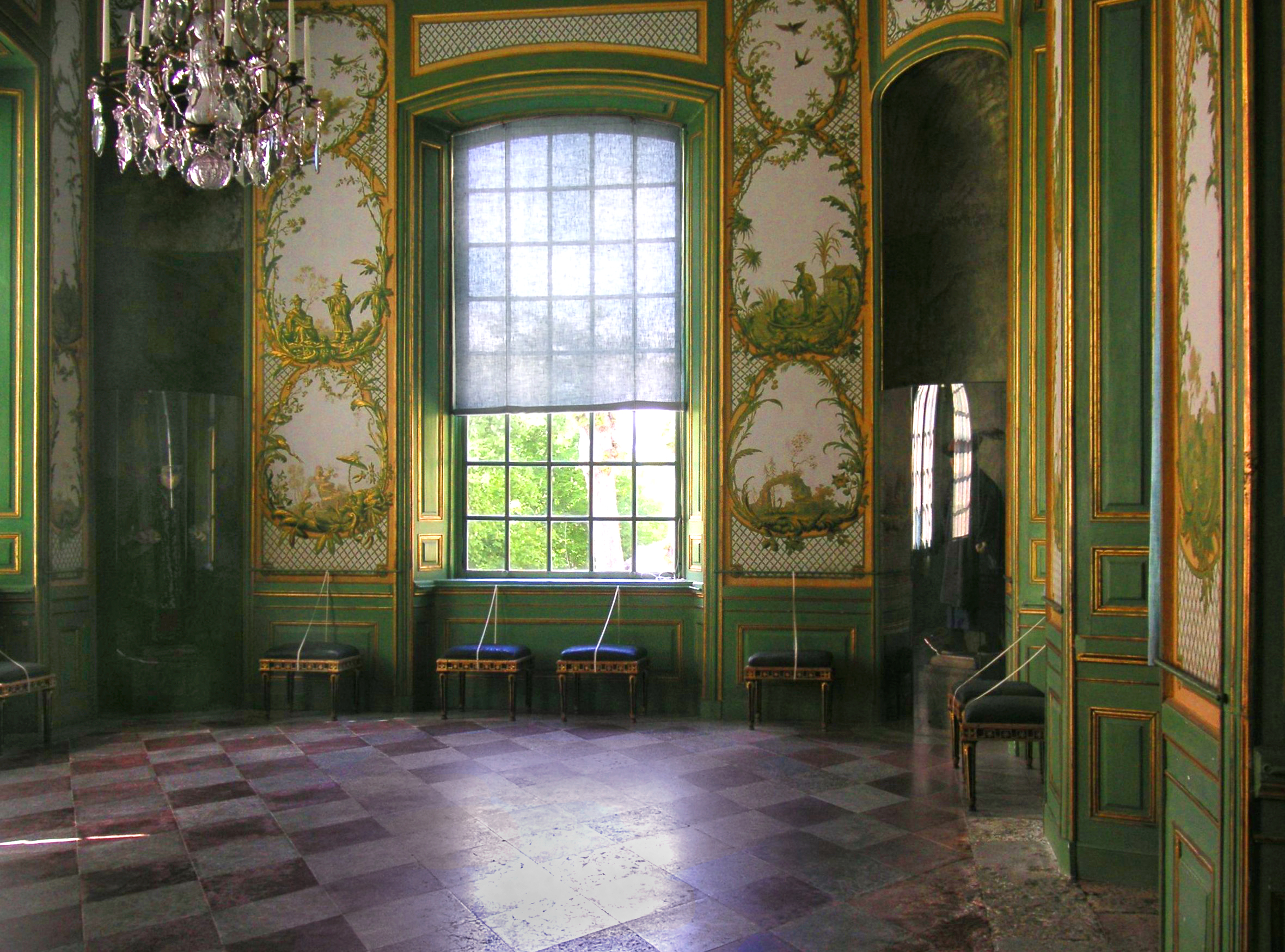
Gröna kabinettet i Kina slott, där Johan Pasch 1765-1768 utförde rumsdekorationer.

Åren 1765–1768 utförde Johan Pasch även rumsdekorationer i Kina slott, lustslottet i Drottningholms slottspark på Lovön. Arkitekterna till det första Kina slott, som byggdes 1753, var troligen Carl Hårleman och Carl Johan Cronstedt, medan arbetena med det andra Kina slott påbörjades 1763 efter ritningar av Carl Fredrik Adelcrantz, som vid sin sida hade Jean Eric Rehn som medarbetare. Hovintendent Jean Eric Rehn ledde arbetet med inredningen, som i grunden är fransk rokoko, men har en exotisk karaktär med kinesiska och orientaliska inslag som var högsta mode. Interiörernas rika dekorativa måleri är i många fall utförda av Johan Pasch, som sedan 1748 blivit hovmålare. Johan Pasch och Jean Eric Rehn arbetade här mest efter franska förlagor, men de arbetade även efter William Chambers mönsterritningar, Designs of Chinese buildings, furniture, dresses, machines and utensiles, som kom ut 1757, och som Chambers hade skickat till kungaparet.

### Åkerö, Erstavik, Stora Väsby, Tessinska palatset

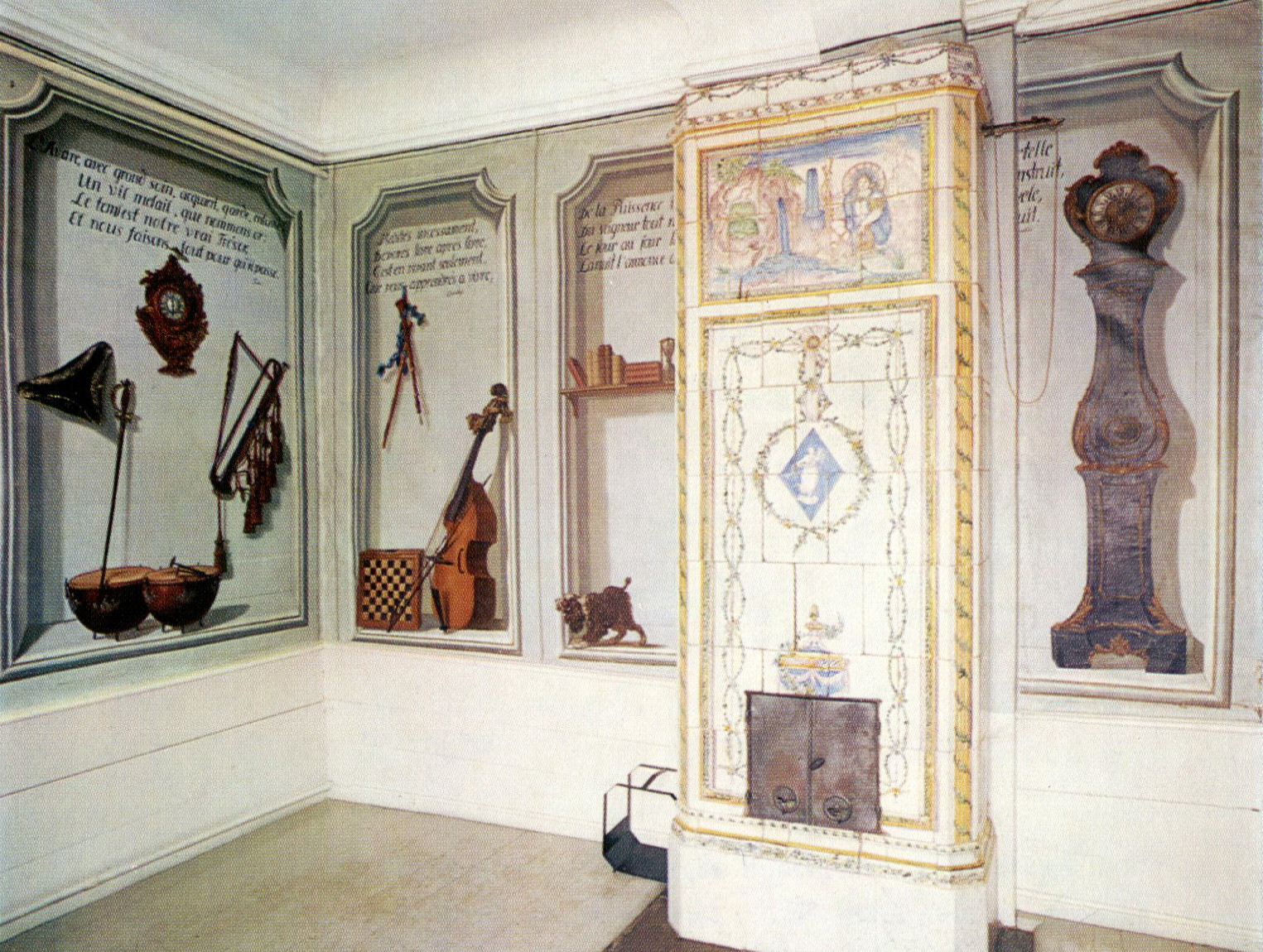
Åkerö slott. Tapeter i trompe l'œil-stil i biljardrummet, det största rummet i norra flygeln, är utförda av Johan Pasch (1753). Ursprungligen avsedda för matsalen på Läckö slott.

För Johan Pasch betydde de utländska studierna en konstnärlig förnyelse. Pasch erövrade klassiskt romerska motivvärldar, men han uppnådde också en förhöjd färguppfattning. I Italien inhämtade Pasch klassisk inspiration med romerska ruiner i målaren och arkitekten Giovanni Paolo Paninis (1691–1765) anda. I några stora målningar på Erstavik och på Stora Wäsby slott kan man tydligt se inspirationen med romerska ruiner. Arkitekten till Stora Wäsby var Jean Eric Rehn och slottet färdigställdes på 1760-talet i rokokostil.
På Åkerö slott i Södermanland, som ligger på en udde i sjön Yngaren, nordväst om Nyköping, utförde Johan Pasch år 1758 målningar för Carl Gustaf Tessin. 1747 hade Tessin köpt Åkerö och den nya slottsbyggnaden, som ritades av Carl Hårleman, byggdes åren 1752–1757, det var Tessins lantställe. Tessin var också den som bestämde inredningen i Stockholms slott. I ett sovrum i norra flygeln på Åkerö gjorde Johan Pasch väggutsmyckningar i trompe l'œil-teknik av sådant slag som man inte tidigare sett i Sverige. Dessa arbeten var ursprungligen avsedda för Läckö slott. Tapetsviten i det största rummet, biljardsalen, i norra flygeln utfördes av Johan Pasch redan 1753 för Läckö slott, som förlänats Tessin som arrende, och de flyttades sedan de suttit i Tessinska palatset i Stockholm till Åkerö efter Tessins död 1770. Temat för den illusionistiska tekniken var "en ostädad sal". På Åkerö slott utförde han tapetmålningar i väggfälten i illusionsskapande perspektivmålning av i Sverige tidigare inte skådat slag. I väggarnas olika nischer finns allehanda föremål utströdda. Här finns också hundar, apor och fåglar. Tänkespråk av antika och samtida författare kan vi läsa över dessa grupperingar. Det hela är förstås gjort med eftertanke, även om allt verkar tillfälligt. Genom sina goda kontakter till Tessin fick han också utföra betydelsefulla arbeten i Tessinska palatset i Stockholm. På Åkerö hade Tessin också sitt bibliotek. Han trivdes aldrig i mangårdsbyggnaden och flyttade därför över till en av flyglarna. Här kunde han dra sig tillbaka från det politiska livet i huvudstaden och leva i all enkelhet med sina böcker och sin konstsamling. Johan Pasch var den ledande dekorationsmålaren i Sverige under rokokons period. 
I Erstaviks herrgård i Nacka, som uppfördes 1763–1765 och ritades av Jean Eric Rehn, fick Johan Pasch uppdraget att dekorera med väggmålningar och dörröverstycken. I stora salongen i övre våningen finns ett infällt väggfält med ett stort ruinlandskap och dörröverstycken, som symboliserar världsdelarna som Pasch målade. Väggfälten är inramade av à la grecquebårder och blomsterslingor och med fladdrande fåglar i fälten, allt målat blått i blått.
På Stora Wäsby slott i Upplands Väsby kunde Pasch och Rehn tillsammans tillämpa sina nya kunskaper från kontinentens modeländer. Den rumsfil, som de skapade tillsammans på slottet har en magnifik perspektivverkan. De varierande färgerna och den dekorativa utsmyckningen ökas från sval klassicism till praktfull rokoko. På Stora Wäsby sitter som en pendang till den öppna spisen ett stort väggfält med ett ruinlandskap målat av Pasch. Förebilden var den franske ruinmålaren Jacques de Lajoüe, vars konst Pasch och Jean Eric Rehn lärt känna under sin långa studieresa. I Wäsby målade Pasch väggfälten i förmaket, som är ett färgprunkande rum i blommande rokoko, väggfälten har ett ramverk av rocailler och blomster i starka färger, där blått och rött dominerar, och på de ljusa fälten flyger kolibris och andra fåglar.
Genom att Pasch hade goda kontakter med Carl Gustaf Tessin fick han också utföra betydelsefulla arbeten i Tessinska palatset.

### Allegorimålningar från Drottningholms slott
Nationalmuseum övertog 1866 från Drottningholm några allegorimålningar av Johan Pasch, olja på duk i formatet 139x109 cm, ur Lovisa Ulrikas samling.
a) Cura Religionis (religionens vård) läses på sockeln på en rund lagerkransad bronssköld. Bildframställningen visar följande allegori: På en grön marmorsockel ligger ett hyende av guldbroderad, blå kronsammet med riksäpplet, ett gult kors, en av lagens tavlor samt en blågrön fredspalm. Vid korsets fot en orm, sädesax, druvklassar och blomblad. I bakgrunden till höger gulbrunt draperi, i mitten en refflad kolonn och till vänster utblick över park.
b) Custodia Legum (lagarnas beskydd) läses på sockeln på en rund lagerkransad bronssköld. Bildframställningen visar följande allegori: På en grön marmorsockel en grupp av fasces och viktskålar samt, på ett hyende av blått kronkläde, svärd, bok och palmkvistar. I bakgrunden till vänster rött och brunt draperi, till höger utblick mot himmel.
c) Majestas Publica (allmänna högheten) läses på sockeln på en rund lagerkransad bronssköld. Bildframställningen visar följande allegori: På en grön marmorsockel ligger en blå och vit mantel med guldbård och fransar, på detta ett hyende av blått krontyg. På hyendet vilar den kungliga kronan. På manteln en öppen furstlig krona och en murkrona jämte fredspalm och lager. Uppåt till vänster i bakgrunden fortsätter mantel och draperi, i mitten räfflade kolonner och en klassisk urna samt till höger utblick mot parklandskap.
d) Tutila Civium (folkets försvar) läses på sockeln på en rund lagerkransad bronssköld. Bildframställningen visar följande allegori: På en grön marmorsockel ett hyende av blått krontyg med spiran, därintill hjälm, kyrass och skeppsroder (krigsmakten till lands och vatten). Bakom kyrassen en vit och bakom rodret en röd fana. I bakgrunden till vänster utblick mot en rund byggnad och himmel.
e) Vita Imperii (styrelsens liv) läses på sockeln på en rund lagerkransad bronssköld. Bildframställningen visar följande allegori: På en grön marmorsockel ligger ett hyende av blått kronkläde med den gyllene riksnyckeln. Där bakom ymnighetshorn med frukter, pärlband och röd korallgrupp I förgrunden vit mantel med guldbård och fransar. I bakgrunden manteln av guldtyg och bladrankor samt till höger utblick mon en kolonn.

a) Cura Religionis.
b) Custodia Legum.
c) Majestas Publica.
d) Tatila Civium.
e) Vita Imperii.

## Mångsidig konstnär med franskt inflytande

Johan Pasch, okänt datum, oljemålning utförd av brodern Lorens Pasch den äldre (1702-1766). Nationalmuseum, Stockholm, Gripsholmssamlingen.

Pasch förklarades trots målarämbetets protester 1736 för fri konstnär. En allegori över Paschs ställning till målarämbetet finns i kopparsticket Oskulden hotas av avunden och bedrägeriet. Han var hovmålare från 1748 och hovintendent från 1758. Han var den främste introduktören av rokokostilen i Sverige. Från Johan Paschs ateljé kom allt från teckning och stafflimåleri till enkla dekorationsuppdrag och komplicerade rumsbyggen med allegorisk apparat, vilket visar att han var ytterst mångsidig. Med stor känslighet för nya stilar tog han upp andra konstnärers idéer och ur den meningen var han eklektisk. Pasch gav sig i kast med olika motivkretsar såsom figurer, landskap, arkitektur, perspektiv, teaterdekorationer, blomstermålningar, jaktmålningar och djurmålningar och han tvekade inte inför dessa olika motiv. Till Drottningholmsteatern och Bollhusteatern utförde Pasch fonder och kulisser. Hans konst visar tydligt franskt inflytande. Bland hans arbeten märks fulländandet av de av Guillaume Thomas Taraval påbörjade plafondmålningarna i Stockholms slottskyrka, gammaltestamentliga figurer och dekorativa arbeten i Jacobs kyrka i Stockholm samt målningar på Stockholms slott och Drottningholms slott, dörröverstycken i Hörle bruksherrgård, Stora Bollhuset i Stockholm, samt Drottningholmsteatern. Pasch finns representerad vid bland annat Uppsala universitetsbibliotek, Norrköpings konstmuseum och Nationalmuseum